# Glen St. Mary
Glen St. Mary est une ville américaine située dans le comté de Baker en Floride.

## Démographie
| 1960 | 1970 | 1980 | 1990 | 2000 | 2010 |
| ---- | ---- | ---- | ---- | ---- | ---- |
| 329  | 357  | 462  | 480  | 473  | 437  |

Selon le recensement de 2010, Glen St. Mary compte 437 habitants. La municipalité s'étend sur 0,46 milles carrés (1,19 km2).